# Sunstorm
Sunstorm es un personaje ficticio de la Serie Transformers.

## Transformers G1
El personaje que se Sunstorm apareció en el primer episodio de la serie animada Transformers G1, como un Decepticon de La Unidad de Jets Rastreadores de Starscream y Skywarp de color Amarillo solamente se le vee Ejecutando fuego a Bumblebee y Wheeljack lo cual estos 2 logran escapar de la ejecución.
Luego aparece en el último episodio de la primera temporada con sus compañeros Hydrostorm y Acidstorm lanzando una fuerte lluvia de ácido por órdenes de Shockwave.
El destino de Sunstorm totalmente se desconoce debido a que no se le volvió a ver en ningún otro capítulo.

## Cómic Dreamwave Generation One
En el Cómic Sunstorm llega a la tierra junto con los demás Decepticons, al final es destruido por Jetfire.

## Transformers Animated
En Transformers Animated, es un clon de Starscream aparece en los colores de la Generación 1 Sunstorm. Su personalidad destaca en ser un Adulador y constantemente alaga demasiado a todo aquel que encuentra a su alrededor, ya sean amigos o enemigos.
Según su biografía encaja que puede absorber la energía y emiten en destellos de luz cegadora. Él es también el más rápido de los clones de Starscream. 
Después de atacar a las fuerzas de Megatron para el control de los Decepticons del Puente Espacial Sunstorm desertó a lado de Megatron cuando parecía que Starscream había sido derrotado porque le pareció un líder totalmente patético e incompetente. Luego se unió en la lucha contra el ataque en contra de Omega Supreme y fue rápidamente dominado por el gigante Autobot.
Él se muestra de estar vivo cuando aparece de nuevo en el primer prisionero de Sentinel Prime, a pesar de que fue capturado por Negociar con Lockdown.
Aunque arrojado en una celda en el centro de Blitzwing, Swindle, Ramjet y Lugnut, Sunstorm se libera durante el regreso de la nave a Cybertron. Después de ayudar en la toma de la nave, Sunstorm recibe un casco de Timo a lo que podía decir a él ya su hermano mentiroso Ramjet Clon aparte. Pero una vez que Optimus Prime llega, se produjo una pelea con Sunstorm lo cual fue capturado y llevado a Cybertron.
- Datos: Q3029997